# 宇佐八幡宮 (大津市)
宇佐八幡宮（うさはちまんぐう）は、滋賀県大津市にある神社。むし八幡とも呼ばれる。

## 祭神
- 主祭神 - 八幡大神（応神天皇）

## 歴史
源頼義は前九年の役の後、近江国錦織郷に館を構えた。そして、八幡宮を創建しようとしていた時に神鳩が現れて現在当社がある地に頼義を誘導したという。こうして治暦元年（1065年）8月15日に頼義は豊前国にある宇佐八幡宮から八幡神を勧請し、当社は創建された。それ以来、当社がある山の名称も宇佐山と呼ばれるようになった。
壮麗な社殿が建てられていたというが、元亀元年（1570年）に織田信長の命で森可成によって宇佐山の山頂に宇佐山城が築城され、同年に織田対浅井・朝倉連合軍が志賀の陣で対戦すると、宇佐山城の戦いが行われて森可成が討死する激戦となった。宇佐山城は陥落しなかったがその際、当社は全焼している。
しかし、後に再興された。
当社には子供の生育を祈る土鳩信仰があり、むし八幡とも呼ばれている。
麓には近江神宮や宇佐山古墳群がある。

## 境内
- 本殿
- 幣殿
- 神饌所
- 回廊
- 中門
- 社務所
- 神輿庫
- 舞殿
- 金殿井（かなどのい） - 霊泉。近江大津宮にいた天智天皇が病となった時にこの井戸の水を飲んだ。すると病は平癒したと伝わる。
- 表門
- 御足形 - 源頼義が当社を創建しようとした際に現れた神鳩の足の跡が残されているという。
- 境外
  - 遥拝所
  - 御旅所

### 摂・末社
- 若宮八幡宮
- 丹後宮
- 蛭子社
- 高良社
- 豊平稲荷社

## 祭事
- 9月14日の夜から15日にかけて例祭が行われる。宇佐八幡神社の夜祭りとも古式夜祭とも呼ばれ、2基の神輿が何度も上ったり下りたりする。

## 交通アクセス
- 京阪電鉄石山坂本線 近江神宮前駅 徒歩30分
- 京阪電鉄石山坂本線 南滋賀駅 徒歩40分
- JR湖西線 大津京駅 徒歩40分